# Вероника Герен
 Тази статия е за ирландската журналистка.  За филма, посветен на нея вижте Вероника Герен (филм).  
Вероника Герен (на английски: Veronica Guerin) е ирландска журналистка.
Убита е на 26 юни 1996 г. от наркодилъри, докато шофира колата си по един от главните пътища в Дъблин.
Филмът „Вероника Герен“ (с участието на актрисата Кейт Бланшет) от 2003 г. разказва за живота и убийството на журналистката.